# SUSE Linux Enterprise Server
SUSE Linux Enterprise Server (SLES) – najstarsza komercyjna dystrybucja Linuksa opracowana przez firmę SUSE do zastosowań w biznesie. System SLES przeznaczony jest głównie dla serwerów, mainframeów i stacji roboczych, jednakże w celach testowych istnieje również możliwość instalacji na komputerach osobistych.
Nowe, główne wersje wydawane są w odstępie 2–3 lat, podczas gdy pakiety serwisowe (Service Packs), zawierające poprawki, łatki i aktualizacje dla wersji głównej, wydawane są co ~18 miesięcy. Produkty SUSE Linux Enterprise (w tym SUSE Linux Enterprise Server) są znacznie dłużej i bardziej szczegółowo testowane w porównaniu ze społecznościowym wydaniem openSUSE, w celu dostarczenia klientom dojrzałych i stabilnych wersji pakietów. Obecnie najnowszą wersją jest SLES 15 SP1, wydany 24 czerwca 2019.

## Historia
SUSE Linux Enterprise Server został opracowany w oparciu o SUSE Linux przez niewielki zespół kierowany przez Marcusa Krafta oraz Bernharda Kaindla jako głównego programistę, wspieranego przez Joachima Schrödera.
W 1999 roku firmy SuSE oraz IBM rozpoczęły prace nad wersją Linuksa dla serwerów typu mainframe. Pierwsza wersja SLES została wydana 31 października 2000 roku w wersji na maszynę IBM S/390. W grudniu 2000 roku upubliczniono informację o pierwszej, poważnej korporacji (TeliaSonera), która zastąpiła 70 serwerów Sun z systemem Solaris, jednym serwerem typu mainframe z zainstalowanym systemem SUSE Linux Enterprise Server, wówczas w wersji 7. Ta wersja, w kwietniu 2001 roku, po raz pierwszy ukazała się na platformę x86.
Wersja 8. SUSE Linux Enterprise Server zastąpiła SLES 7 w listopadzie 2002 roku.
SLES w wersji 9 został wydany w 3 sierpnia 2004 roku, a ostatni Sevice Pack 4 (SP4) do tej wersji ukazał się 12 grudnia 2007 roku. Wersja 9 wspierała głównych dostawców sprzętu i serwerów: Dell, Fujitsu Siemens Computers, HP, IBM, Lenovo, SGI i Sun. Od 2004 r., SLES 9 zainstalowany jest na superkomputerze Columbia w agencji NASA.
SLES w wersji 10. został wydany 17 lipca 2006 roku, kontynuując schemat na wydania wersji Enterprise w mniej niż 2 lata. Podobnie jak wersja 9, ta wersja była również obsługiwana przez głównych dostawców sprzętu. Service Pack 4 (SP4) do tej wersji ukazał się 12 kwietnia 2011 roku. W tym samym czasie Novell udostępnił SUSE Linux Enterprise Desktop 10, który w dużej mierze bazował na tym samym kodzie co SLES 10. Jedną z najważniejszych cech tego wydania to pierwsze komercyjne wsparcie Linuksa wirtualizacji Xen. SLES 10 używa superkomputer Jugene w centrum naukowo-badawcze Forschungszentrum Jülich w Niemczech.
SLES w wersji 11 został wydany 24 marca 2009 r., a ostatnia wersja Service Pack 4 (SP4) dla tej wersji, wydana została 15 lipca 2015 r. Wersji 11 SLES używa superkomputer Watson.
Najnowsza stabilna wersja SUSE Linux Enterprise Server (SLES 12) wydana została 28 października 2014, a ostatnia wersja Service Pack (SP3) do SLES 12 została wydana 7 września 2017 r.
Aktualnie w przygotowaniu jest wersja SLES 15.

## Historia wersji
Daty wydań wersji SUSE Linux Enterprise Server, wersja jądra w dniu wydana oraz daty zakończenia wsparcia technicznego:
| SUSE Linux Enterprise Server for S/390 | Initial release | 2000-10-31 | ?                | –          | –           | –          | – | – |
| SUSE Linux Enterprise Server 7         | Initial release | 2001-08-24 | ?                | –          | –           | –          | – | – |
| SUSE Linux Enterprise Server 8         | Initial release | 2002-11-24 | 2.4.19-120       | 2007-11-30 | not offered | 2012-11-19 |   |   |
| SUSE Linux Enterprise Server 8         | SP1             | –          | 2.4.19-246       | 2007-11-30 | not offered | 2012-11-19 |   |   |
| SUSE Linux Enterprise Server 8         | SP2             | –          | 2.4.19-290       | 2007-11-30 | not offered | 2012-11-19 |   |   |
| SUSE Linux Enterprise Server 8         | SP3             | –          | 2.4.21-138       | 2007-11-30 | not offered | 2012-11-19 |   |   |
| SUSE Linux Enterprise Server 8         | SP4             | –          | 2.4.21-278       | 2007-11-30 | not offered | 2012-11-19 |   |   |
| SUSE Linux Enterprise Server 9         | Initial release | 2004-08-03 | 2.6.5-7.97       | 2011-08-31 | 2014-08-31  | 2014-08-31 |   |   |
| SUSE Linux Enterprise Server 9         | SP1             | 2005-01-19 | 2.6.5-7.139      | 2011-08-31 | 2014-08-31  | 2014-08-31 |   |   |
| SUSE Linux Enterprise Server 9         | SP2             | 2005-07-07 | 2.6.5-7.191      | 2011-08-31 | 2014-08-31  | 2014-08-31 |   |   |
| SUSE Linux Enterprise Server 9         | SP3             | 2005-12-22 | 2.6.5-7.244      | 2011-08-31 | 2014-08-31  | 2014-08-31 |   |   |
| SUSE Linux Enterprise Server 9         | SP4             | 2007-12-12 | 2.6.5-7.308      | 2011-08-31 | 2014-08-31  | 2014-08-31 |   |   |
| SUSE Linux Enterprise Server 10        | Initial release | 2006-07-17 | 2.6.16.21-0.8    | 2013-07-31 | 2016-07-31  | 2016-07-31 |   |   |
| SUSE Linux Enterprise Server 10        | SP1             | 2007-06-18 | 2.6.16.46-0.12   | 2013-07-31 | 2016-07-31  | 2016-07-31 |   |   |
| SUSE Linux Enterprise Server 10        | SP2             | 2008-05-19 | 2.6.16.60-0.21   | 2013-07-31 | 2016-07-31  | 2016-07-31 |   |   |
| SUSE Linux Enterprise Server 10        | SP3             | 2009-10-12 | 2.6.16.60-0.54.5 | 2013-07-31 | 2016-07-31  | 2016-07-31 |   |   |
| SUSE Linux Enterprise Server 10        | SP4             | 2011-04-12 | 2.6.16.60-0.85.1 | 2013-07-31 | 2016-07-31  | 2016-07-31 |   |   |
| SUSE Linux Enterprise Server 11        | Initial release | 2009-03-24 | 2.6.27.19-5.1    | 2019-03-31 | 2022-03-31  | 2022-03-31 |   |   |
| SUSE Linux Enterprise Server 11        | SP1             | 2010-06-02 | 2.6.32.12-0.7.1  | 2019-03-31 | 2022-03-31  | 2022-03-31 |   |   |
| SUSE Linux Enterprise Server 11        | SP2             | 2012-02-27 | 3.0.13-0.27.1    | 2019-03-31 | 2022-03-31  | 2022-03-31 |   |   |
| SUSE Linux Enterprise Server 11        | SP3             | 2013-08-06 | 3.0.76           | 2019-03-31 | 2022-03-31  | 2022-03-31 |   |   |
| SUSE Linux Enterprise Server 11        | SP4             | 2015-07-15 | 3.0.101-63.1     | 2019-03-31 | 2022-03-31  | 2022-03-31 |   |   |
| SUSE Linux Enterprise Server 12        | Initial release | 2014-10-28 | 3.12.28-4.6      | 2024-10-31 | 2027-10-31  | –          |   |   |
| SUSE Linux Enterprise Server 12        | SP1             | 2016-01-12 | ?                | 2024-10-31 | 2027-10-31  | –          |   |   |
| SUSE Linux Enterprise Server 12        | SP2             | 2016-11-11 | ?                | 2024-10-31 | 2027-10-31  | –          |   |   |
| SUSE Linux Enterprise Server 12        | SP3             | 2017-09-07 | ?                | 2024-10-31 | 2027-10-31  | –          |   |   |

     Poprzednia wersja poza wsparciem
     Poprzednia wersja z aktualnym wsparciem rozszerzonym
     Poprzednia wersja z aktualnym wsparciem podstawowym
     Aktualna wersja